# Mesochorus dentus
Mesochorus dentus är en stekelart som beskrevs av Kusigemati 1985. Mesochorus dentus ingår i släktet Mesochorus och familjen brokparasitsteklar. Inga underarter finns listade i Catalogue of Life.